# Foc (bande dessinée)
Pour les articles homonymes, voir Foc (homonymie).
Foc est une série de bande dessinée historique écrite par René Durand et dessinée par Yves Bordes (tomes 1 à 3) puis Patrick Amblevert (tome 4).

## Albums
- Dargaud, coll. « Histoires fantastiques » :

1. Les Mangeurs d'espoir, 1984.
2. La Confrérie de la flétrissure, 1987.

- Soleil, coll. « Soleil noir » :

1. L'Arc azur, 1990.
2. Les Cimiers du sépulcre, 1993.